# 玉山多毛藓
玉山多毛藓（学名：Lescuraea morrisonensis）为薄罗藓科多毛藓属下的一个种。